# San Martino di Lupari 2014-2015
Questa voce raccoglie le informazioni riguardanti l'A.S.D. San Martino di Lupari nelle competizioni ufficiali della stagione 2014-2015.

## Stagione
La stagione 2014-2015 della Fila San Martino Di Lupari è la seconda consecutiva che disputa in Serie A1 femminile.
La squadra si è classificata terza in campionato ed ha perso i quarti di finale dei play-off contro Napoli. Ha preso parte alle final four della Coppa Italia disputate a Perugia, perdendo la semifinale contro Ragusa.

## Verdetti stagionali
Competizioni nazionali
- Serie A1:

stagione regolare: 3º posto su 13 squadre (17-7);
play-off: sconfitta nei quarti da Napoli (0-2).
- Coppa Italia:

semifinale persa contro Ragusa.

## Roster
|    | Naz.                   | Ruolo | Sportivo            | Anno | Alt. |  |       |
| -- | ---------------------- | ----- | ------------------- | ---- | ---- |  | ----- |
| 4  | Italia (bandiera)      | A     | Marcella Filippi    | 1985 | 186  |  |       |
| 5  | Italia (bandiera)      | A     | Silvia Favento      | 1985 | 185  |  |       |
| 6  | Italia (bandiera)      | P     | Monica Tonello      | 1988 | 165  |  |       |
| 7  | Italia (bandiera)      | PG    | Claudia Amabiglia   | 1998 | 168  |  |       |
| 10 | Stati Uniti (bandiera) | G     | Jasmine Bailey      | 1990 | 173  |  |       |
| 11 | Lettonia (bandiera)    | AC    | Aija Putniņa        | 1988 | 191  |  | [ 2 ] |
| 12 | Italia (bandiera)      | G     | Francesca Beraldo   | 1999 | 170  |  |       |
| 14 | Italia (bandiera)      | G     | Jessica Santi       | 1995 | 165  |  |       |
| 15 | Italia (bandiera)      | P     | Angela Gianolla     | 1980 | 170  |  |       |
| 18 | Italia (bandiera)      | AC    | Maria Luisa Sbrissa | 1986 | 186  |  |       |
| 19 | Italia (bandiera)      | C     | Valentina Fabbri    | 1985 | 197  |  |       |
| 20 | Stati Uniti (bandiera) | PG    | Taysha Pye          | 1989 | 175  |  |       |

## Risultati

### Coppa Italia

#### Semifinali
| Arbitri: | Guido Giovannetti (Terni) Mauro Moretti (Marsciano) Elena Colazzo (Milano) |
| Crono:   | Arianna Calamante (Recanati)                                               |

|                    |          |                    |
| Ivezić 22          | Punti    | 18 Gianolla 17 Pye |
| Gorini 3           | Assist   | 2 Bailey           |
| Pierson, Walker 11 | Rimbalzi | 7 Putniņa          |